# Gehörlosigkeit
Gehörlosigkeit bezeichnet das vollständige oder weitgehende Fehlen der Hörfähigkeit bei Menschen. Laut dem Deutschen Gehörlosenbund sind etwa 0,1 % der Bevölkerung in Industrienationen von Gehörlosigkeit betroffen.

## Begriff
Der medizinische Ausdruck für Taubheit lautet lateinisch Surditas. Der Ausdruck gehörlos entstand im deutschen Sprachraum nach der Einführung der allgemeinen Schulbildung für taube Kinder im letzten Viertel des 18. Jahrhunderts (Der mittelhochdeutsche Terminus für Taubheit bzw. Gehörlosigkeit war ungehörde.). Tritt eine Hörschädigung erst nach dem Alter des natürlichen Spracherwerbs ein, spricht man von „postlingualer“ oder „Spät-Ertaubung“.
Circa 98 % der so genannten nicht hörenden Menschen haben ein Restgehör. Dabei ist der Begriff Gehörlosigkeit synonym zu Begriffen wie „hochgradige Schwerhörigkeit bzw. Hörschädigung“, „Resthörigkeit“ oder „Taubheit“. Es handelt sich um Einschränkungen der Hörfähigkeit, bei denen akustisch entweder gar nichts oder entsprechende Reize nur noch mit Hörhilfen wie einem Hörgerät oder z. B. einem Cochlea-Implantat wahrgenommen werden können. Ob Gesprochenes mit diesen Hörhilfen verstanden wird, ist individuell verschieden.
Die Bezeichnung taubstumm wird von manchen gehörlosen Personen als diskriminierend empfunden, weil der Wortteil 'stumm' eine negative Konnotation enthalte und gegen gehörlose Personen manchmal in der Bedeutung von „dumm“ oder „unfähig“ gehandhabt werde.  Gehörlose Menschen erachten dabei Sprechfähigkeit weniger wesentlich als Kommunikationsfähigkeit. Sie können durchaus kommunizieren, sei es in Gebärdensprache oder in Lautsprache. Der mittlerweile überholte Oralismus bezeichnet eine alleine auf Sprache fixierte Kommunikationserziehung von tauben und schwerhörigen Kindern, bei der auf Gebärdensprache weitgehend verzichtet werden solle.

## Ursachen und Feststellung von Gehörlosigkeit
In der International Statistical Classification of Diseases and Related Health Problems (ICD-10) wird Taubheit zusammen mit sonstiger Schwerhörigkeit als Hörverlust in den Abschnitten H90 und H91 kodiert.
Taubheit kann auch anders als durch eine Beeinträchtigung der Hörorgane bedingt sein. So bezeichnet „Zentrale Taubheit“ den Sachverhalt, dass die Hörorgane intakt und funktionsfähig sind, jedoch im Gehirn keine Verarbeitung der Höreindrücke erfolgt. Davon abzugrenzen ist psychogene Taubheit, die im Kapitel F als psychische Störung kodiert wird.
In Bezug auf Taubheit (lateinisch: Surditas) wird nach totaler Taubheit für alle Schallreize oder noch vorhandener Wahrnehmung einzelner Töne unterschieden. Das physikalisch definierte Ausmaß der Taubheit wird in der Regel mit einem audiometrischen Verfahren festgestellt, dessen Ergebnis das Audiogramm ist. Aus diesem lässt sich der Grad der Hörbehinderung feststellen.
Erworbene Taubheit (Innenohrschaden) kann als Folge von z. B. (Meningokokken-)Meningitis, Enzephalitis, Scharlach, Masern, Tuberkulose, Osteomyelitis, Mittelohr-Erkrankungen, Otosklerose, (Baro-)Trauma u. a. (bei absoluter Taubheit stets mit Innenohr- oder Hörnervbeteiligung) auftreten.
Angeborene Taubheit kann entweder vorgeburtlich durch Röteln-Embryopathie, Rh-Inkompatibilität mit Kernikterus, Labyrinthitiskonnatale (Syphilis) oder  Vererbung (meist autosomal-rezessiv) sowie durch Syndrome entstehen.
Bekannte Syndrome sind unter anderem das Usher-Syndrom (Einschränkung des Sichtfelds) oder das Waardenburg-Syndrom (Pigmentanomalien in Haut, Haaren oder in den Augen, beispielsweise verschiedene Irisfarben). Weitere Syndrome sind z. B. das Alport-, Jervell-Lange-Nielsen-, Cockayne- und Pendred-Syndrom.
Eine von Geburt an vorliegende Beeinträchtigung des Hörens wurde häufig erst spät erkannt. Das Alter bei der Erkennung von Taubheit liegt ohne entsprechende Neugeborenenhörscreeningprogramme im statistischen Durchschnitt bei etwas mehr als zwei Jahren. Seit 2009 ist das Neugeborenenhörscreening in Deutschland eine Leistung der gesetzlichen Krankenversicherung. In Österreich und der Schweiz und weiteren Ländern gibt es ähnliche Programme. Bei diesem Verfahren wird das Neugeborene bereits ein oder zwei Tage nach der Geburt (in der Klinik) auf seine Hörfähigkeit getestet, um möglichst frühzeitig eine angeborene Hörstörung zu erkennen.

## Diagnose und Differentialdiagnose
Die Diagnose erfolgt durch spezielle Hörtests. Bei Neugeborenen und Kleinkindern wurden früher akustische Signalgeber verwendet, die einen reflektorischen Lidschluss auslösen sollten. Bei seinem Ausbleiben wurde eine  Gehörlosigkeit vermutet. Das Verfahren weist jedoch erhebliche Ungenauigkeiten auf, weshalb es zur aussagekräftigen Diagnostik frühkindlicher Hörschädigungen unbrauchbar ist. Standard heute sind bei Neugeborenen und kooperationsunwilligen/-fähigen Patienten OAE-Verfahren und die BERA, darüber hinaus altersabhängig unterschiedliche Hörtestverfahren.
Es gibt eine Reihe von Störungen, von denen die Gehörlosigkeit genau abzugrenzen ist, z. B.
- bewusstes „Nicht-Hören-Wollen“
- Schwerhörigkeit
- Stummheit und Aphasie (Sprechunfähigkeit)
- Sprachentwicklungsverzögerungen
- Autismus
- Entwicklungsverzögerung bzw. geistige Behinderung
- Aufmerksamkeitsstörung, vorwiegend unaufmerksamer Typ („Träumsuse“, „Begriffsstutzigkeit“)
- Schizophrenie mit Spracharmut (Alogie) und Abschottung von äußeren Eindrücken (siehe auch: Schizophreniekonzepte)
- Angststörung und soziale Phobie
- psychogener Mutismus (seelisch bedingtes Schweigen)

Diese Störungen lassen sich z. B. durch weitere Merkmale (wie etwa Sozialverhalten, Kommunikation, Sprechen oder Nicht-Sprechen) differenzieren.

## Kultur

### Eigene Sprache

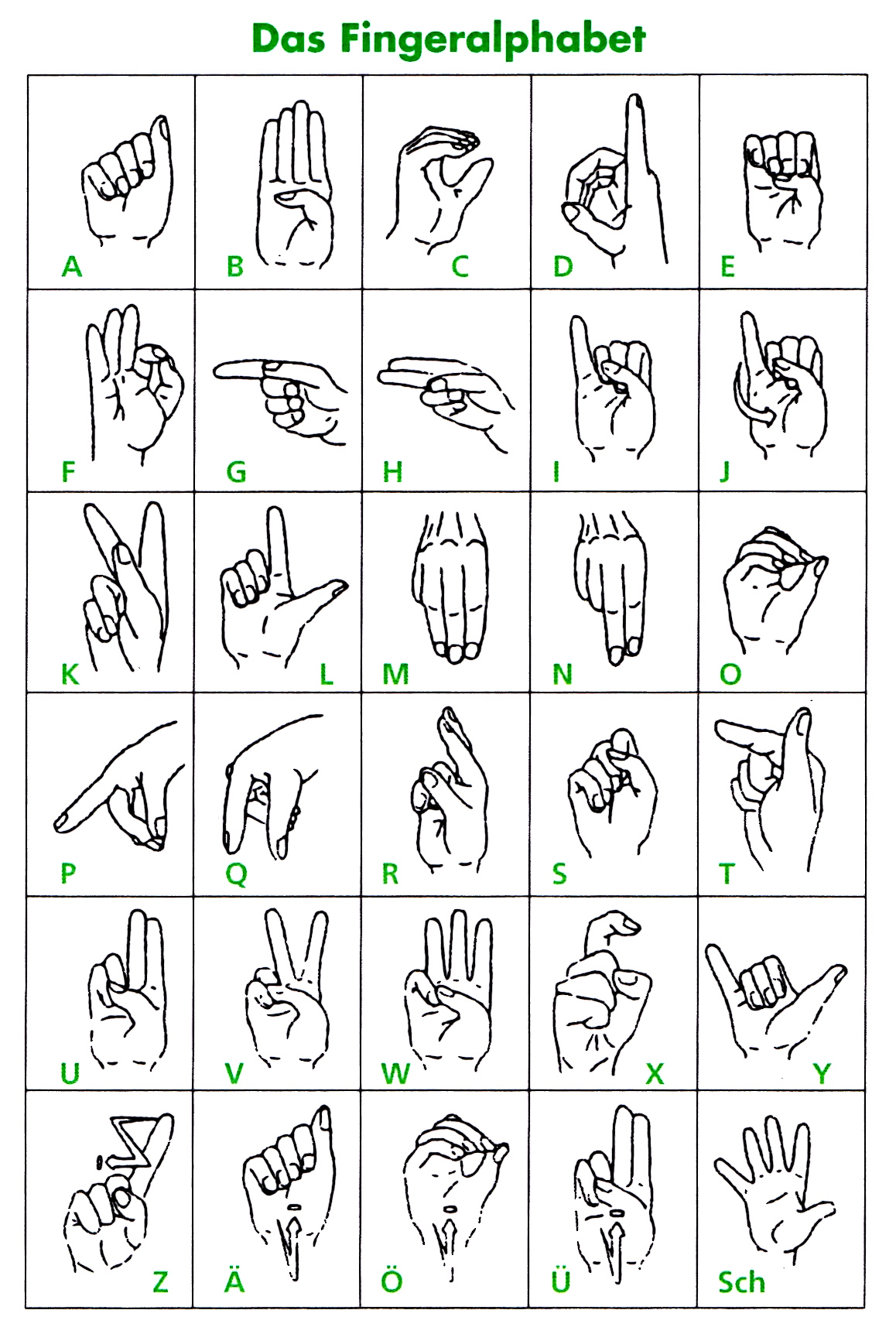
Deutsches Fingeralphabet

Es gibt nicht die eine, universelle Gebärdensprache. In verschiedenen Ländern bzw. Kulturbereichen gibt es verschiedene, voneinander unabhängige Gebärdensprachen, die wie bei Lautsprachen verschiedene Grade an Verwandtschaft aufweisen und Dialekte haben und regional variieren. Beispielsweise ist die Deutsche Gebärdensprache (DGS) nicht näher mit der Österreichischen Gebärdensprache (ÖGS) verwandt, letztere jedoch mit der Deutschschweizer Gebärdensprache (DSGS). Innerhalb der Schweiz wiederum gibt es für die zwei anderen großen Kulturräume separate Gebärdensprachen: In der Romandie die Westschweizer Gebärdensprache (LSF-SR) und in der italienischen Schweiz die Tessiner Gebärdensprache (LIS-SI), Dialekte der Französischen Gebärdensprache (LSF) bzw. der Italienischen Gebärdensprache (LIS). Die Verwandtschaft von Gebärdensprachen eines Kulturraums korreliert nur schwach mit der Verwandtschaft der entsprechenden Lautsprachen. So ist die DGS eng mit der Polnische Gebärdensprache (PJM) und der Israelischen Gebärdensprache (ISL/Shassi) verwandt. Gebärdensprachen in ehemaligen Kolonien sind oft von der vorherrschenden Gebärdensprache der Kolonialmacht abgeleitet.
Die spezifische Sprache eines Gehörlosen ist typischerweise die Gebärdensprache ihrer betreffenden gebärdensprachlichen Umgebung, die sich immer da entwickelt, wo sich zwei oder mehr gehörlose Menschen treffen. Personen, bei denen die Muttersprache eine Gebärdensprache ist, denken auch in dieser Sprache.
Auch Hörende benutzen Gebärdensprachen, nicht nur im Umgang mit gehörlosen Personen, sondern auch untereinander, z. B. von Verwandten und Freunden von gehörlosen Personen, Gebärdensprachdolmetschern, Pädagogen oder allgemein an Gebärdensprache interessierten Menschen und untereinander bei den nordamerikanischen Indianern und Warlpiri‐Aborigines in Australien. Zudem sind die Gebärdensprachen aufgrund ihrer Besonderheiten für Linguisten ein hochinteressantes Forschungsgebiet.
Gebärdensprachen sind vollwertige Sprachen, die alle Eigenschaften einer gesprochenen Sprache aufweisen. Sie besitzen eine eigene Grammatik, wobei der Gebärdenraum – der Raum vor dem Körper des Gebärdenden – eine große Rolle spielt. Jede einzelne Gebärde kann phonologisch in Phonemen zerlegt werden, die in den vier Parametern Handkonfiguration, Handorientation, Bewegung und Lokalität zusammengefasst sind. Ferner spielen Körperhaltung, Bewegungsdynamik, Mimik und manchmal ein lautlos mitgesprochenes Wort zusätzliche Rollen.
Es hat sich eine Konvention etabliert, eine eigene Gebärdensprache in jedem Land mit eigenem Kürzel zu bezeichnen. Unter anderem:
- DGS für die Deutsche Gebärdensprache
- ÖGS für die Österreichische Gebärdensprache
- DSGS für die Deutschschweizer Gebärdensprache
- ASL für die in den USA und Kanada verbreitete American Sign Language
- LSF für die Frankreich verbreitete Langue des signes française
- LSE für die in Spanien verbreitete Lengua de Signos Española
- LIS für die Italien verbreitete Lingua dei Segni Italiana

Die Entwicklung einer Gebärdensprache erfolgte stets unabhängig von der umgebenden Lautsprache. Aber es gibt auch einen Gebärdenkode der die Gebärdensprache umgebenden Lautsprache, die im deutschsprachigen Raum als Lautsprachbegleitende(s) Gebärden (LBG) geläufig ist, aber anderswo gewöhnlich mit gebärdetem Englisch, Spanisch, Russisch usw. bezeichnet wird. Es gibt ferner lokale Dialekte, zum Beispiel wird die Deutschschweizer Gebärdensprache (DSGS) in fünf verschiedenen Dialekte unterteilt: Zürcher, Berner, Luzerner, Basler und St. Galler-Gebärdendialekt. Die am weitesten verbreitete Gebärdensprache dürfte die American Sign Language (ASL) sein, die nicht nur in Nordamerika, sondern auch in meisten karibischen Inseln, einigen mittelamerikanischen, afrikanischen und asiatischen Nationen verbreitet ist.
Die Gebärdensprache wird in einigen Ländern als Minderheitensprache anerkannt, so in Österreich durch die Bundesverfassung (Art. 8, Abs. 3). Die Gebärdensprache in Uganda ist verfassungsmäßig anerkannt, und die Neuseeländische Gebärdensprache (NZSL) ist eine offizielle Amtssprache Neuseelands. Im Schweizer Kanton Zürich ist die Gebärdensprache im Sinne der Sprachenfreiheit verfassungsmäßig anerkannt. In einigen Ländern werden durch Gesetze oder Regelungen Gebärdensprach-Dolmetschdienste im Umgang mit Behörden oder Gericht angeordnet. Die Gebärdensprache wird zunehmend als Fremdsprache in den Universitäten oder Volkshochschulen gelehrt.

### Lautsprache
Ein Teil der schwerhörigen und gehörlosen Menschen verstehen die Laut- und damit oft auch die Schriftsprache nicht so gut wie Normalhörende. Texte sollten deshalb barrierefrei sein und eine einfache Sprache verwenden.
In der Deutschschweiz wird gehörlosen Menschen Schweizer Hochdeutsch gelehrt, diese beherrschen in der Folge nur schlecht bis gar kein Schweizerdeutsch, es sei denn, das Schweizerdeutsche wird auf privater Ebene gelehrt. Das führt zur Situation, dass im Verkehr mit hörenden Menschen Hochdeutsch gesprochen wird, das Schweizer oft nur passiv beherrschen. Dadurch wird die Kommunikation zusätzlich erschwert. Die Muttersprache von Schweizer Codas ist in der Folge nicht Schweizerdeutsch, sondern Schweizer Hochdeutsch, neben der Gebärdensprache. Eine ähnliche Situation ist aus Luxemburg und Südtirol bekannt, dort wird gehörlosen Kindern Deutsch als Erstsprache beigebracht, die weiteren landesüblichen Sprachen werden folglich schlecht oder gar nicht beherrscht.

### Schulische Erfassung und Bildung

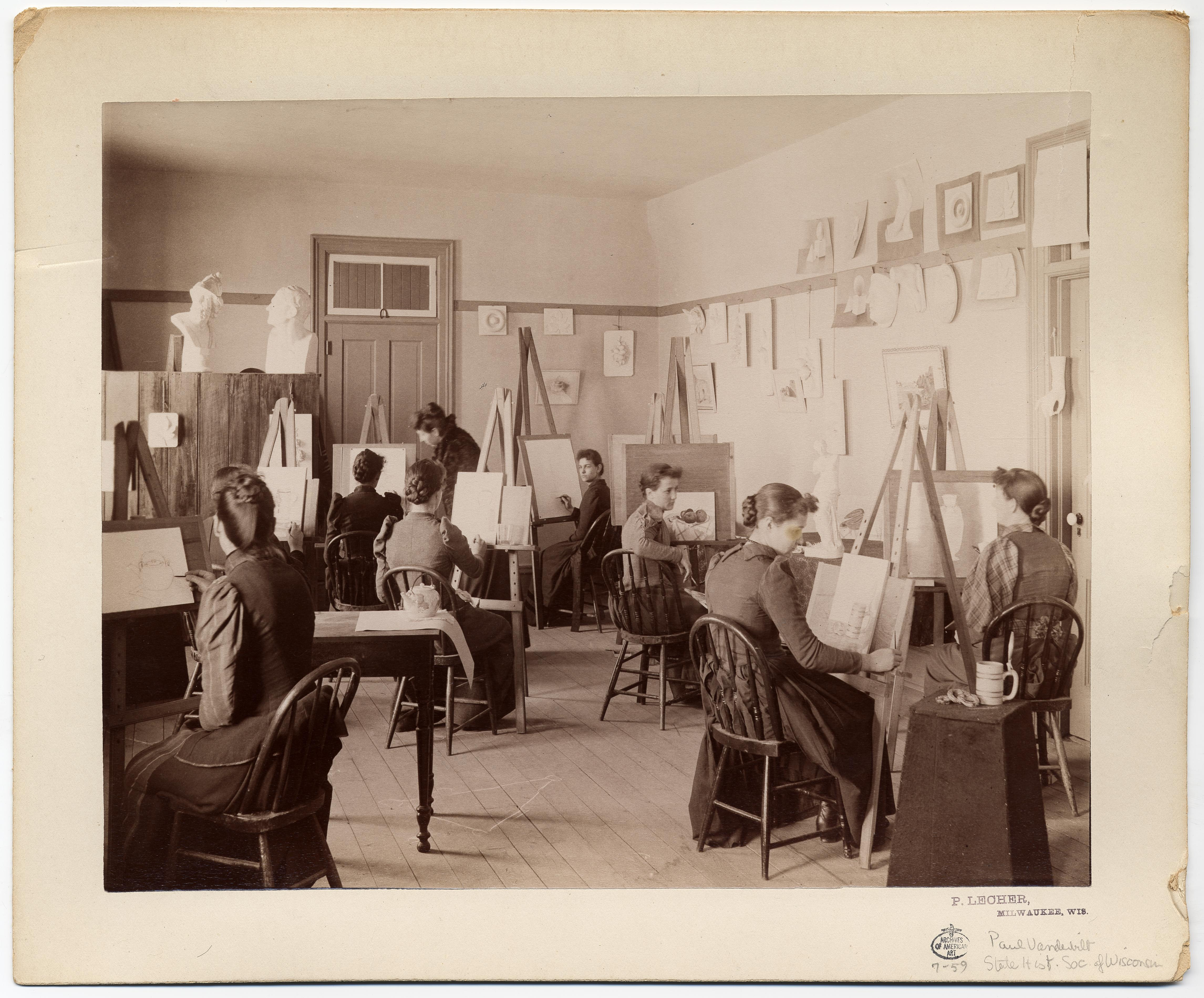
Kunstunterricht für Frauen an der Staatlichen Schule für Gehörlose, Wisconsin, USA, um 1880

Die frühkindliche Taubheit beeinträchtigt den Spracherwerb, weil rund 90 % tauber Kinder Eltern haben, die hören können und keine Gebärdensprachkenntnisse aufweisen. Ihre Erziehung und schulische Bildung sind zumeist monolingual in der Landessprache und oral ausgerichtet, oft unter Vermeidung bzw. Unterdrückung der Gebärdensprache.
Die besonderen Schulen, die sich der Erziehung tauber Kinder widmen, gewannen damit eine weit über die Bildung hinausgehende Bedeutung als Entstehungshort einer kulturellen Gemeinschaft tauber Menschen.
Bereits im 18. Jahrhundert bildeten sich zwei gegensätzliche Unterrichtsansätze heraus, ob taube Kinder monolingual in der Landessprache oder bilingual mit Zusatz von Gebärdensprache unterrichtet werden sollten: die französische Methode von Abbé de l’Epée und die deutsche von Samuel Heinicke. Um die Wirksamkeit und die Nützlichkeit der beiden Ansätze entbrannte ein Streit, der bis heute andauert. Er ist als der „Methodenstreit“ zwischen der „deutschen“ oder „oralen“ Methode und der „französischen“, gebärdensprachlichen Methode bekannt worden.
Der Streit fand beim Mailänder Kongress von 1880 seinen Höhepunkt. Dort entschieden sich führende Pädagogen in einer Resolution, dass alle tauben Kinder ausschließlich lautsprachlich geschult werden sollen. Fortentwicklungen der Medizin und der Technik suggerierten die jeweils bald bevorstehende Heilbarkeit von Taubheit und wirkten zusätzlich fördernd für die „orale“ Methode. In den 1950er Jahren wurde schließlich die so genannte auditiv-verbale Methode entwickelt, bei der taube Kinder nicht mehr nur artikulieren und Lippenablesen lernen, sondern – sofern Hörreste vorhanden waren – auch das Hören trainieren sollten. Die Auseinandersetzung hat sich an den Sonderschulen jetzt verlagert auf die Polarität zwischen rein lautsprachlich orientiertem Monolingualismus und dem Bilingualismus, der neben dem Gebrauch der Gebärdensprache für die parallele Lehre und Verwendung der Lautsprache plädiert.
Die aktuellen Ansätze zur schulischen Bildung gehörloser Kinder sind mittlerweile sehr differenziert geworden. Im deutschsprachigen Raum war bisher die Beschulung in einer Sonderschule für Gehörlose oder – bei größerem Resthörvermögen – einer Schule für Schwerhörige der Standard. Um das Jahr 2000 herum standen in Deutschland für schätzungsweise 10.000 bis 20.000 taube oder hochgradig schwerhörige Schüler etwa 60 Sonderschulen zur Verfügung. Das Rheinisch-Westfälische Berufskolleg für Hörgeschädigte in Essen ist die größte Sonderschule für Schwerhörige und Gehörlose in Deutschland und führt Bildungsgänge bis zur Fachhochschulreife und zur allgemeinen Hochschulreife. Die Schule wird von ca. 900 Schülerinnen und Schülern aus ganz Deutschland, zum Teil auch aus dem deutschsprachigen Ausland besucht. Die weltweit einzige Volluniversität speziell für Schwerhörige und Gehörlose ist die Gallaudet University in Washington, D.C., die etwa 1700 Studenten hat und seit 1988 auch von Gehörlosen geleitet wird.
Wegen der geringen Klassenfrequenzen lokaler Schulen bestimmten vor allem die schwächeren Kinder das Niveau an den Sonderschulen. Dies führte zunächst zu einer Abwanderung von den Gehörlosenschulen zu den Schwerhörigenschulen. Inzwischen hat sich, ausgehend von den körperbehinderten Kindern, der Gedanke der Integration auch auf das Feld der Hörgeschädigten übertragen, mit der Folge eines Trends zur Abwanderung an die Regelschule.
Begünstigt wird diese Diversifizierung in Deutschland  auch davon, dass letztlich die Eltern bestimmen können, welche Schule ihr Kind besucht, und diese das in ihren Augen gegebene Optimum zu wählen versuchen. Bei den Schulbehörden in Deutschland  wird verschiedentlich auch der Regelschulbesuch mit dem Argument der „Integration“ offensiv gefördert, wobei im Hintergrund jedoch oft die Erwartung der Kostendämmung durch Einsparungen von Sonderschul-Pädagogen und separaten Schulen steht.
Der „integrative“ Schulbesuch an einer Regelschule hat keine einheitliche Fassung, es gibt neben dem sonderpädagogisch völlig unbegleiteten Regelschulbesuch noch den sonderpädagogisch und/oder von einer Gebärdensprachdolmetscherin begleiteten Schulbesuch sowie sehr vereinzelt auch das Konzept der „umgekehrten“ Integration, bei der in eine Sonderschule nicht behinderte Kinder aufgenommen werden.
Je weniger sonderpädagogische oder sprachliche Unterstützung bei einem „integrativen“ Regelschulbesuch erfolgt, umso mehr ist der Erfolg dieses Schulbesuchs von besonders hoch entwickelten Fähigkeiten und Talenten des Kindes abhängig. Unberücksichtigt bleibt bei der Diskussion der integrativen Beschulung in der Regel die „Gefühlslage“ des Kindes, das im Klassenverband der anderen Kinder mehr oder weniger eine Sonderstellung einnimmt, die zusätzlich zum Unterrichtsstoff auch psychisch verarbeitet werden muss.

### Freizeit-, Sport- und Kulturvereine
Da taube Personen durch ihre Kommunikationsbehinderung in der Gesellschaft häufig isoliert sind, werden soziale Kontakte gern innerhalb von Gehörlosenkreisen gepflegt. Die über Jahrhunderte hinweg gepflegte Gemeinschaft mit gleichartig Betroffenen führte zumindest im außerberuflichen, privaten Bereich zur Entwicklung einer eigenen Kultur.
Zur speziellen Kultur der Gehörlosen gehört neben der Gebärdensprache beispielsweise, dass es in sämtlichen größeren Städten einen Verein und einen festen Treffpunkt, oft „Clubheim“ genannt, gibt. Stark entwickelt ist zudem der Gehörlosensport. So werden weltweit die Deaflympics jeweils ein Jahr nach den Olympischen Spielen veranstaltet.
Auch in den „schönen Künsten“ haben sich eigene Strukturen gebildet, so z. B. mit dem Gehörlosentheater, Gebärdensprachchören und den Kulturtagen der Gehörlosen.
Wichtiger Bestandteil der Gehörlosen-Kultur sind auch deren meist hörende Kinder, die der Gemeinschaft oft lebenslang verbunden bleiben und auch ihre eigenen Vereinigungen haben. Sie sind international unter dem Akronym CODA – Children of Deaf Adults – bekannt.
Gehörlose, die in der Gehörlosen- und Gebärdensprachgemeinschaft leben, lehnen medizinische und juristische Definitionen von Gehörlosigkeit ab, nach denen sie unvollständig, reparaturbedürftig und behindert sind. Nach ihrem Selbstverständnis handelt es sich bei der Gehörlosengemeinschaft um eine sprachliche und kulturelle Minderheit.

### Interessenvertretungen
Als politische, soziale und kulturelle Interessenvertretung der Gehörlosen im deutschsprachigen Raum betrachten sich der Deutsche Gehörlosen-Bund e. V. (DGB), der Österreichische Gehörlosenbund (ÖGLB), der Schweizerische Gehörlosenbund (SGB) und der Weltverband der Gehörlosen (WFD).
Als politische und soziale – jedoch nicht kulturelle – Interessenvertretung im deutschsprachigen Raum für lautsprachlich kommunizierende Hörgeschädigte bzw. Hörbeeinträchtigte betrachten sich der deutsche Förderverein LKHD – Lautsprachlich Kommunizierende Hörgeschädigte Deutschland e. V. (Kurzform Förderverein LKHD oder auch LKHD) und die Schweizer Selbsthilfeorganisation lkh.ch, Lautsprachlich Kommunizierende Hörbeeinträchtigte (lkh.ch, vormals LKH Schweiz).

## Kommunikation mit Lautsprache
Zum Verstehen lautsprachlicher Informationen sind gehörlose Personen auf das Lippenlesen und/oder auf technische Hilfsmittel angewiesen. Sowohl visuell von den Lippenstellungen wahrnehmbare Sprechtöne als auch die eventuell mit Hilfsmitteln gehörten Töne sind für sie nur bruchstückhaft wahrnehmbar. Die übermittelte Information muss daher teilweise „erraten“ werden, wobei Hinweise aus dem Kontext der Umgebung und aus vorhergehenden Sätzen herangezogen werden. Bei größerem Umfang oder je nach Komplexität – z. B. in einem Vortrag – ist das sehr anstrengend bis gar unmöglich.
Vielfach wird bei nicht direkt therapierbarer Taubheit als medizinische Maßnahme eine technische Hörhilfe verschrieben bzw. angewendet. Technische Hörhilfen sind das Hörgerät sowie die chirurgisch eingesetzten Cochlea- (CI) und Hirnstamm-Implantate (Auditory Brainstem Implant, ABI). Der Erfolg dieser technischen Hilfsmittel ist individuell sehr unterschiedlich. Bei hochgradiger Schwerhörigkeit oder Taubheit können die derzeit bekannten Hörhilfen nicht den Umfang und die Differenzierung von Tönen und Geräuschen vermitteln, wie sie ein Mensch mit normalem Hörvermögen hat.
Das führt dazu, dass Hörhilfen allein zwar ein Hörerlebnis vermitteln, jedoch meist nicht ausreichen, um damit unmittelbar die Lautsprache zu verstehen. Dazu muss der Hörhilfen-Einsatz in der Regel von einem speziellen Training begleitet werden. Das hörgeschädigte Kind ist daher nicht nur auf technische Hilfsmittel, sondern auch auf eine spezielle Hör- und Sprecherziehung angewiesen, mit der – je nach Begabung und Übung – die Lautsprache erlernt werden kann. Für die eigene Sprech-Schulung ist die auditive Rückkopplung oft nicht genügend nuanciert und die komplexe Kontrolle des Sprechapparates ist schwierig.
Dank besserer Förderungsmöglichkeiten gelingt es immer mehr Gehörlosen, die Lautsprache so weit zu beherrschen, dass ein dauerhafter sozialer Kontakt mit der Mehrheitsgesellschaft entsteht. Dazu haben sich im deutschsprachigen Raum im Kreis dieser sogenannten „Lautsprachlich kommunizierenden Hörgeschädigten“ auch eigene Vereine mit vereinsinternen Aktivitäten gegründet.

## Filme/Musik im Kontext
- Verkannte Menschen ist ein Dokumentarfilm über das Leben Gehörloser aus dem Jahr 1932, der 1934 von den Nazis verboten wurde.
- Gottes vergessene Kinder (Children of a Lesser God) (Spielfilm, USA, 1986)  ist ein Filmdrama und Liebesfilm von Randa Haines aus dem Jahr 1986. Ausgezeichnet mit zahlreichen Filmpreisen (Oscar, Golden Globe u. a.).
- Jenseits der Stille (Spielfilm, Deutschland, 1996). Ein Kind gehörloser Eltern entdeckt die Musik und wird erwachsen – ein Film über das Leben, die Liebe und den Klang des Schnees. Nominiert für den Oscar.
- Tatort: Totenstille (Fernsehfilm, Deutschland, 2016). Im Saarbrücker Tatort taucht der Ermittler ein in die Welt der Gehörlosen und bekommt es mit zwei Leichen zu tun. Das Drehbuch entstand unter Beteiligung der Lippenleserin Julia Probst.
- A Silent Voice (Anime, Japan, 2016), ist ein Anime, der auf der gleichnamigen Manga-Vorlage beruht und die Geschichte der gehörlosen Shoko Nishimiya erzählt, die sie mit ihren Mitschülern und speziell Shoya Ishida erlebt. - Das Projekt wurde vom japanischen Gehörlosenbund unterstützt und u. a. mit dem Osamu-Tezuka-Kulturpreis ausgezeichnet.
- Das Lied Musik, nur wenn sie laut ist von Herbert Grönemeyer (Album Gemischte Gefühle) handelt von einem betroffenen Mädchen.
- Die Serie Switched at Birth handelt von zwei Mädchen, die nach der Geburt vertauscht wurden. Eine von den beiden wurde im Alter von drei Jahren taub, die Gehörlosigkeit wird mehrfach und unter verschiedenen Aspekten thematisiert.
- Die kanadisch-US-amerikanische Fernsehserie Sue Thomas: F.B.I. (2002–2005) ist eine Reihe über die erste gehörlose FBI-Agentin Sue Thomas, dargestellt von der ebenfalls Gehörlosen Schauspielerin Deanne Bray.
- Verstehen Sie die Béliers? (Originaltitel: La famille Bélier) ist eine französische Filmkomödie von Éric Lartigau aus dem Jahr 2014. Sie thematisiert das Leben einer gehörlosen Familie, die im Alltag auf die Hilfe der hörenden Tochter angewiesen ist. Als diese ein Gesangsstipendium erhält und nach Paris gehen will, wird die Abhängigkeit zum Problem.
- Coda von 2022